# 山下征夫
山下 征夫（やました ゆきお）は、日本の調理師。埼玉グランドホテル中国料理統括料理長、日本中国料理協会埼玉県地区本部本部長、埼玉県中国料理技技能士会会長。
2009年に現代の名工として表彰された。
得意料理として、『現代の名工』受賞のきっかけにもなった、｢金杯（きんぱい）料理」｢海老の宮廷風ピリ辛炒め」が挙げられるが、そのレパートリーは広く、いろいろな客の希望にも対応している。
| スタブアイコン | サブスタブ | この項目は、まだ閲覧者の調べものの参照としては役立たない、人物に関連した書きかけの項目です。この項目を加筆・訂正などしてくださる協力者を求めています（P:人物伝/PJ:人物伝）。 |